# Alaena connectens
Alaena connectens är en fjärilsart som beskrevs av Talbot 1935. Alaena connectens ingår i släktet Alaena och familjen juvelvingar. Inga underarter finns listade i Catalogue of Life.